# Kieslowski
Kieslowski byla česká akustická urban folková skupina. Tvořili ji David Pomahač (zpěv, kytara) a Marie Kieslowski (zpěv, klavír). Vznikla v roce 2010. Vydala tři řadová alba, producentem nejnovější nahrávky Mezi lopatky byl Jan P. Muchow. Hlavním tvůrcem písniček byl David Pomahač, hudbu pak dotvářel spolu s Marií. 17. října 2019 zveřejnila skupina zprávu o konci společné spolupráce v rámci kapely Kieslowski. Oba se nadále věnují vlastním projektům. Marie Kieslowski působila také v kapele Zvíře jménem podzim a v roce 2022 vydala sólové album Je všechno dobrý?, zároveň k albu vyšla stejnojmenná kniha rozhovorů se sedmi českými hudebnicemi o tvorbě a pozici ženy na hudební scéně. David Pomahač se věnuje sólové hudební dráze, moderuje kulturní podcast Na kafe s Davidem Pomahačem, na Rádiu1 nebo na stanici Vltava.

## Diskografie
- Tiché lásky, 2011
- Tanečnice, 2012 – EP
- Na nože, 2012
- Na lože, 2013 – EP remixů
- Mezi lopatky, 2014

Nahráli také píseň 20 deka duše na tribute Bazarem proměn: A Tribute to Vladimír Mišík (2015).